# 坂下町 (春日井市)
坂下町（さかしたちょう）は、愛知県春日井市の地名。

## 地理
春日井市東部に位置する。東は廻間町、西は小牧市、南は上野町、北は神屋町に接する。

## 歴史

### 人口の変遷
国勢調査による人口および世帯数の推移。
| 1995年（平成7年）  | 1944世帯 6183人 |  |
| 2000年（平成12年） | 2187世帯 6437人 |  |
| 2005年（平成17年） | 2272世帯 6527人 |  |
| 2010年（平成22年） | 2306世帯 6386人 |  |
| 2015年（平成27年） | 2415世帯 6351人 |  |
| 2020年（令和2年）  | 2467世帯 6194人 |  |

## 交通
- 国道19号[1]
- 愛知県道内津勝川線（旧国道19号）[1]
- 愛知県道高蔵寺小牧線[1]

## 施設
- かすが台団地[1]
- 欅ヶ丘団地[1]
- 春日井市立坂下小学校[1]
- 坂下郵便局[1]
- 春日井市農協坂下支所[1]
- 東濃信用金庫[1]
- 東春信用金庫坂下支店[1]
- 坂下神社[1]
- 曹洞宗万寿寺[1]

### WEB
1. ↑  “愛知県春日井市の町丁・字一覧”.   人口統計ラボ. 2021年8月15日閲覧。
2. 1 2  総務省統計局 (2022年2月10日). “令和2年国勢調査の調査結果(e-Stat) - 男女別人口，外国人人口及び世帯数－町丁・字等” (CSV). 2023年8月2日閲覧。
3. ↑  “愛知県春日井市の郵便番号一覧”.   日本郵便. 2023年10月20日閲覧。
4. ↑  “市外局番の一覧” (PDF).   総務省 (2022年3月1日). 2022年3月22日閲覧。
5. ↑  総務省統計局 (2014年3月28日). “平成7年国勢調査の調査結果(e-Stat) - 男女別人口及び世帯数 －町丁・字等” (CSV). 2021年7月20日閲覧。
6. ↑  総務省統計局 (2014年5月30日). “平成12年国勢調査の調査結果(e-Stat) - 男女別人口及び世帯数 －町丁・字等” (CSV). 2021年7月20日閲覧。
7. ↑  総務省統計局 (2014年6月27日). “平成17年国勢調査の調査結果(e-Stat) - 男女別人口及び世帯数 －町丁・字等” (CSV). 2021年7月21日閲覧。
8. ↑  総務省統計局 (2012年1月20日). “平成22年国勢調査の調査結果(e-Stat) - 男女別人口及び世帯数 －町丁・字等” (CSV). 2021年7月21日閲覧。
9. ↑  総務省統計局 (2017年1月27日). “平成27年国勢調査の調査結果(e-Stat) - 男女別人口及び世帯数 －町丁・字等” (CSV). 2021年7月21日閲覧。

### 書籍
1. 1 2 3 4 5 6 7 8 9 10 11 12 13 14  「角川日本地名大辞典」編纂委員会 1989, p. 1649.